# Klaus Ensikat
Klaus Ensikat (n. Berlín; 1937) es un diseñador gráfico e ilustrador alemán. Formado en el campo de las artes aplicadas, Ensikat ha recibido los premios más importantes de la ilustración internacional: en 1975, la gran medalla de la KNIGA en Moscú; en 1979, el gran premio de la bienal de Bratislava; en 1984, el premio de la Exposición Internacional de Autores de literatura infantil de Barcelona; en 1992, el premio "Grafiko" de la feria de Bolonia; en 1995, el premio nacional de literatura infantil de Alemania; y en 1996 fue galardonado por el IBBY con el premio Hans Christian Andersen al conjunto de una obra de ilustración. 
Ha puesto imagen a revistas de la antigua República Democrática Alemana (como Das Magazin o Eulenspiegel), a numerosas obras de autores de literatura infantil, y a otras de J. R. R. Tolkien o Mark Twain.

## Obras editadas en español
- Pulgarcito y otros cuentos, Charles Perrault, traducción de Carmen Bravo-Villasante, Doncel, 1983.
- Dédalo e Ícaro, Gerhard Holz-Baumert, versión de Carmen Bravo-Villasante, Escuela Española, 1987.
- El jardín del arlequín, Sigrid Heuck, SM, 1993.
- La rateta, Alfred Könner, Cruïlla, 1996 (en catalán).
- Cenicilla, Alfred Könner, SM, 1998.
- Una universidad para los niños, Ulrich Janssen y Ulla Steuernagel, Ares y Mares, 2003.